# Apocalypse Earth
Apocalypse Earth (Originaltitel AE: Apocalypse Earth) ist ein US-amerikanischer Science-Fiction-Film von Thunder Levin aus dem Jahr 2013. Er war auch für das Drehbuch zuständig. In den Hauptrollen sind Adrian Paul und Richard Grieco zu sehen.

## Handlung
Die Menschheit droht einen interstellaren Krieg gegen eine aggressive Alien-Rasse zu verlieren. Die wenigen Rettungsschiffe der Erde werden mit Menschen besetzt, die entweder über Fähigkeiten verfügen, die für eine kommende menschliche Zivilisation von Wichtigkeit sind, oder per Losglück einen Platz auf solch einem Schiff erhalten haben. Gerade werden solche Zivilisten in ein Raumschiff geladen, als dieses plötzlich attackiert wird. Lt. Frank Baum gehört zu den Militäroffizieren, die für die Überwachung der Beladung der Transporte zuständig sind. Aufgrund eines Bombenangriffs auf die Stadt durch außerirdische Angreifer und des dadurch verursachten Tumults werden er und einige seiner Leute zusammen mit den letzten Menschen, die an Bord gehen, in das Raumschiff gedrängt. Schon bald hebt das Raumschiff unter Kommando von Cpt. Crowe ab.
Auf dem langen Flug erfährt Lt. Baum, dass er auf seinen Posten, den er auf der Erde innehatte, nicht mehr zurückkehren kann. Als das Raumschiff in die Atmosphäre des unbekannten Planeten eindringt, um zu landen, bricht es aufgrund des atmosphärischen Luftdrucks zusammen und stürzt ab. Der Großteil der sich an Bord befindenden Passagiere überleben den Absturz nicht. Als die Überlebenden das Raumschiff verlassen, treffen sie auf die scheinbaren Ureinwohner des Planeten, die aussehen wie Menschen, allerdings farblich abweichen. Die Menschen taufen sie Bleichhäute. Kurz darauf werden beide Rassen von einer fast unsichtbaren, humanoiden Lebensform angegriffen. Sie taufen die Angreifer auf den Namen Chamäleons. Frank ist in der Lage, eine kleine Gruppe von Überlebenden zusammenzustellen. Darunter befindet sich ein kleiner Teil von Menschen, die bereits vor zwei Jahren mit der Isaac Newton abgestürzt sind. Sie wurden damals von der tarnhäutigen einheimischen Frau namens Lea, die sich die menschliche Sprache aneignete, gerettet.
Während die Gruppe von den Chamäleons verfolgt wird, erfahren sie von einem übrig gebliebenen, noch funktionsfähigen Raumschiff, dass sie nun finden wollen. Der Android TIM („transrobotische interaktive Maschine“) stimmt diesem Plan ebenfalls zu. Colin, einer der Passagiere, die ihren Platz an Bord durch die damalige Massenpanik erhalten hatten, ist allerdings dagegen. Er führt weiter aus, dass die Erde sowieso von den Aliens zerstört oder in Besitz genommen wurde und es schlauer wäre, auf diesem Planeten eine neue Zivilisation zu gründen. Das Raumschiff hatte während seiner dortigen Reise Probleme und musste viele Tote beklagen. Frank will mit Hilfe des Raumschiffes den Planeten verlassen und ist darüber erfreut, dass sich ihm einige anschließen. Auf ihrem Weg zum Raumschiff müssen sie einige Verluste durch die unzähmbare Natur und wegen Angriffen der Chamäleons beklagen. Schließlich finden sie das Raumschiff, das sie mit Bauteilen aus der Arche reparieren können. Als sie schließlich den Weltraum erreichen und sich orientieren können, stellen sie entsetzt fest, dass sie sich tatsächlich die ganze Zeit auf der Erde befanden. Nur sind seit ihrem Abflug 325.000 Jahre vergangen.

## Hintergrund

### Produktion
Der Film wurde in Costa Rica gedreht. Das Filmbudget wird auf 1 Mio. US-Dollar geschätzt.
Als Hauptdarsteller werden Adrian Paul und Richard Grieco genannt. Der von Adrian Paul gespielte Lt. Frank Baum ist nach Lyman Frank Baum benannt. Die weibliche Hauptrolle der Lea wird von dem costa-ricanischen Model Bali Rodriguez verkörpert, die hier ihr Filmdebüt gibt. Das grün-schwarze Camouflage-Ganzkörper-Make-up brauchte acht Stunden, um komplett aufgetragen zu werden. Daher ließ Rodriguez das Make-up während ihrer fünf Drehtage auf ihrer Haut und korrigierte lediglich einige Stellen nach.
Der von Gray Hawks verkörperte Android TIM basiert auf Data aus dem Star-Trek-Serienuniversum. Jay Cardell hatte bereits für Filme von The Asylum mitgewirkt. Erika Hidalgo, Jessica Russo, Martin Adebisi und Erik Werther (* 5. März 1989 in San José) hatten zuvor oder danach noch Kleinstrollen in anderen Filmproduktionen und wurden für den Film vor Ort angeworben.
Regisseur Levin versuchte den CGI-Einsatz auf ein Minimum zu reduzieren. Er sagte, dass der Unsichtbarkeitseffekt der Chamäleons „noch so ziemlich der am einfachsten zu bewerkstelligende Effekt“ gewesen sei. Neben Einflüssen von Avatar – Aufbruch nach Pandora und After Earth erinnert das Ende – sie befanden sich die ganze Zeit auf der Erde, nur in einer zukünftigen Zeit – an Planet der Affen.

### Veröffentlichung
Der Film erschien am 28. März 2013 im Direct-to-Video-Vertrieb in den USA. In Deutschland erschien der Film am 14. September 2018 im Videoverleih ohne Jugendfreigabe.

## Rezeption
„Schlicht-solide konstruierter Katastrophenfilm, angerichtet zum Fastfood-Konsum durch die Billig-Produktionsgesellschaft Asylum.“

„Die Ideenlosigkeit ist fast apokalyptisch.“

Cinema zieht Vergleiche und sieht Parallelen zu den Filmen Avatar – Aufbruch nach Pandora und After Earth. Final urteilt die Seite, ein „billig getrickster Mix aus Genreversatzstücken ist Mist von immerhin flotterer Art“.
Im Audience Score auf Rotten Tomatoes hat der Film eine Wertung von schlechten 11 % bei unter 50 Bewertungen. In der Internet Movie Database hat der Film bei 2.000 Stimmenabgaben eine Wertung von 3,3 von 10,0 möglichen Sternen.
Scott Foy von Dread Central bewertete den Film mit 3/5 Sternen und nannte ihn „ein wirklich anständiges, altmodisches Science-Fiction-Abenteuer, das wirklich etwas Außerirdisches hätte sein können, wenn nicht sein mageres Budget es erdgebunden hätte.“ Nav Qateel vom Influx Magazine bewertete es mit D und schrieb: „Ihr neuestes Meisterwerk ist nicht annähernd originell, aber es ist ein bisschen besser als ihre normalen Bemühungen.“
Badmovies stuft das Schauspiel von Paul als „nicht schlecht“, dass von Rodriguez als „ordentlich“ ein. Außerdem wird befunden, dass die beiden eine „ordentliche Chemistry“ verbindet. Weiter wird geschrieben, dass „Apocalypse Earth ein Vertreter des ‚guten‘ Mockbusters“ sei. Final wird geurteilt, dass durch „zwei Profis wie Paul und Grieco im Cast und eine sehr engagierte Debütantin wie Rodriguez“ ein durchaus spaßiger B-Movie herauskommen kann, der „sich zweifellos im oberen Drittel von Asylums Output ein Plätzchen reservieren kann.“